# Karlstein am Main
Pour les articles homonymes, voir Karlstein.
Karlstein am Main est une commune allemande de Bavière, située dans l'arrondissement d'Aschaffenbourg et le district de Basse-Franconie.

## Géographie

Situation de Karlstein dans l'arrondissement d'Aschaffenbourg

Karlstein am Main est située dans le nord-est de l'arrondissement d'Aschaffenbourg, sur la rive droite du Main, à la limite avec le land de Hesse (arrondissement d'Offenbach), à 12,5 km au nord-ouest d'Aschaffenbourg et à 36 km au sud-est de Francfort-sur-le-Main.
La commune est composée de deux villages (population en 2010) :
- Dettingen (4 328)
- Großwelzheim (4 322)

Communes limitrophes (en commençant par le nord et dans le sens des aiguilles d'une montre) : Kahl am Main, Alzenau, Johannesberg, Kleinostheim, Mainhausen et Seligenstadt.

## Histoire
Il y a sur la commune un site archéologique celte datant de la fin de l'époque laténienne ; exploré depuis la fin du XIXe siècle. Ce site est utilisé depuis comme référence pour cette période. Le dépôt principal découvert est une cinquantaine de pièces d'argent (env. 0,34 g.), dotées d'un droit lisse et d'un revers au cheval.
Le peuplement des deux villages date des premiers siècles de l'ère chrétienne, Dettingen dérivant d'un terme alaman et Großwelzheim d'un terme franc.
La première mention écrite de Großwelzheim date de 772 dans un acte de donation à l'abbaye de Lorsch. Dettingen apparaît en 972 dans un acte de la cour de l'empereur Othon II du Saint-Empire.
En 1743 eut lieu près de Dettingen une bataille qui opposa les Français aux Anglais (avec leurs alliés hanovriens et autrichiens) pendant la guerre de Succession d'Autriche.
Les deux villages, qui faisaient partie des possessions de l'Électorat de Mayence ont rejoint le royaume de Bavière en 1814. Ils ont été intégrés à l'arrondissement d'Alzenau jusqu'à la disparition de ce dernier en 1972.
Dans les années 1960 a été installée à Großwelzheim une des premières centrales nucléaires allemandes, elle est de nos jours démantelée.
La commune de Karlstein am Main est née en 1975 de la réunion des deux anciennes communes de Dettenheim et Großwelzheim.

## Démographie
Population de la commune de Karlstein dans ses limites actuelles :
| 1840  | 1871  | 1900  | 1910  | 1925  | 1933  | 1939  | 1950  | 1961  |
| ----- | ----- | ----- | ----- | ----- | ----- | ----- | ----- | ----- |
| 1 000 | 1 192 | 1 598 | 2 069 | 2 853 | 3 161 | 3 348 | 4 707 | 5 488 |

| 1970  | 1987  | 2003  | 2007  | 2009  | - | - | - | - |
| ----- | ----- | ----- | ----- | ----- | - | - | - | - |
| 6 644 | 7 056 | 8 176 | 8 286 | 8 120 | - | - | - | - |

## Personnalités liées à la ville
- Konrad Wilhelm von Wernau (1638-1684), prince-évêque né à Dettingen am Main.